# Kimbe
Kimbe is een plaats in Papoea-Nieuw-Guinea en is de hoofdplaats van de provincie West New Britain.
Kimbe telde in 2000 bij de volkstelling 14.656 inwoners.